# پرمیان

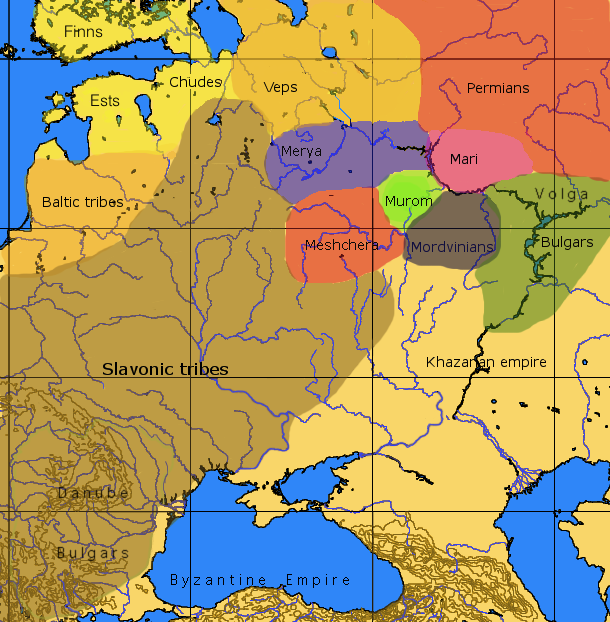
فنلایای ولگا، فنلاندی بالتیک، اسلاو و خزرها در ساله ای سی قرن ۹؛ پرمیان با رنگ قرمز مشخص شده‌است

پرمیان (انگلیسی: Permians) دسته ای از مردمان فینواوگری و شامل گروه کومیس (به‌انگلیسی: KOMIS) و اودمورت‌ها، سخنرانان از زبان پرمی باستان. در گذشته نام بجارمیان (به‌انگلیسی:Bjarmians) برای این گروه مورد استفاده قرار می‌گرفت.
اجداد پرمیان در ابتدا در سرزمینی به نام پرمیا ساکن بودند که در رودخانه کما میانی و بالایی مستقر بودند. پرمیان‌ها در قرن ۹ میلادی به دو دسته کلی تقسیم‌بندی شدند.
کومی‌ها در قرن سیزدهم تحت حاکمیت جمهوری نووگورود قرار گرفتند و در دهه‌های ۱۳۶۰–۱۳۷۰میلادی جز فرقه مسیحیت ارتدکس پیوستند. اودمورت‌ها تا زمان واگذاری سرزمین آن‌ها به روسیه تحت حکومت تاتارها، گروه ترکان طلا و خاندان کازان قرار گرفتند و مردم این گروه در آغاز قرن هجدهم مسیحی شدند.